# 末松俊明
末松 俊明（すえまつ としあき）は、日本の経済学者（ゲーム理論・理論経済学）。学位は、Ph.D.（ロチェスター大学・1988年）。静岡県立大学経営情報学部助教授、静岡県立大学経営情報学部准教授などを歴任。

## 来歴

### 生い立ち
東京大学に入学し、理学部の数学科にて数学を学んだ。1975年に東京大学を卒業すると、同大学の大学院に進学した。大学院では経済学研究科に所属し、経済学を学んだ。1978年、同修士課程を修了した。
その後、アメリカ合衆国に渡り、ニューヨーク州ロチェスター市などにキャンパスを構えるロチェスター大学にて学んだ。1988年、ロチェスター大学よりPh.D.の学位を取得した。

### 経済学者として
アメリカ合衆国から帰国し、静岡県立大学にて勤務する。同大学の経営情報学部にて講師や助教授などを歴任した。のちに「学校教育法の一部を改正する法律」によって、職位が助教授から准教授となった。経営情報学部では、准教授として経営情報学科を担当した。また、同大学の大学院では、経営情報学研究科にて経営情報学専攻の准教授を兼務した。その後、経営情報学研究科が改組され経営情報イノベーション研究科が新設されると、経営情報イノベーション専攻の准教授を兼務した。2016年3月31日、静岡県立大学の経営情報学部と大学院経営情報イノベーション研究科の准教授を退任した。

## 研究
専門は経済学である。東京大学では理学部の数学科に在籍していたことから、数学的モデルなど数学の知見を用いるゲーム理論や理論経済学の分野で活動している。具体的には、協力ゲームについて分析する協力ゲーム理論などの領域が挙げられる。また、不確実性の経済学や広告の経済学といった領域も、研究対象としている。
また、提携ゲーム理論を地方公共団体レベルや国レベルに展開し、広域連合や一部事務組合など地方公共団体の連携の最適値や、多国間の環境問題の問題点など、さまざまな分野に応用し論じている。

## 略歴
- 1975年 - 東京大学理学部卒業。
- 1978年 - 東京大学大学院経済学研究科修士課程修了。

## 著作
- Toshiaki Suematsu, "Characterization of Per-Capita Nuculeolus", 経営と情報, Vo.6, No.1, 静岡県立大学経営情報学部, November 30, 1993, pp.11-25. ISSN 0918-8215
- Toshiaki Suematsu, "Disruption Value and Reduced game", 経営と情報, Vo.6, No.1, 静岡県立大学経営情報学部, November 30, 1993, pp.27-37. ISSN 0918-8215
- Toshiaki Suematsu, "Revelation of Preferences and Nash Solution", 経営と情報, Vo.6, No.1, 静岡県立大学経営情報学部, November 30, 1993, pp.39-43. ISSN 0918-8215
- 末松俊明・大平純彦稿「地域連携評価のゲーム論的分析」『経営と情報』12巻2号、静岡県立大学経営情報学部、2000年4月25日、23-33頁。ISSN 0918-8215
- 末松俊明・大平純彦稿「携型ゲームのコア指標――プレーヤーが4人以下の場合」『経営と情報』13巻1号、静岡県立大学経営情報学部、2000年12月15日、7-14頁。ISSN 0918-8215
- 末松俊明・大平純彦稿「対称ゲームとコア指標」『経営と情報』14巻1号、静岡県立大学経営情報学部、2001年12月21日、1-6頁。ISSN 0918-8215
- 末松俊明・大平純彦稿「地方自治体の最適提携構造と費用分担」『経営と情報』14巻2号、静岡県立大学経営情報学部、2002年3月25日、41-49頁。ISSN 0918-8215
- 末松俊明・大平純彦稿「市場ゲームのコア指標」『経営と情報』16巻2号、静岡県立大学経営情報学部、2004年3月15日、29-39頁。ISSN 0918-8215
- 大平純彦・末松俊明稿「極小平衡提携集合を求める新アルゴリズム」『経営と情報』18巻1号、静岡県立大学経営情報学部、2005年11月、1-10頁。ISSN 0918-8215
- 末松俊明・大平純彦稿「コアとコア指標」『経営と情報』18巻2号、静岡県立大学経営情報学部、2006年3月、25-34頁。ISSN 0918-8215
- 末松俊明・大平純彦稿「協力ゲームと提携集合族行列」『経営と情報』19巻2号、静岡県立大学経営情報学部、2007年3月20日、45-52頁。ISSN 0918-8215
- 末松俊明・大平純彦稿「提携構造決定法とその性質」『経営と情報』20巻2号、静岡県立大学経営情報学部、2008年3月20日、37-44頁。ISSN 0918-8215
- 末松俊明・大平純彦稿「環境問題のゲーム論的分析」『経営と情報』21巻2号、静岡県立大学経営情報学部、2009年3月20日、29-36頁。ISSN 0918-8215
- 大平純彦・末松俊明稿「最近の地域間所得格差の動向について」『経営と情報』22巻1号、静岡県立大学経営情報学部、2009年11月13日、39-48頁。ISSN 0918-8215

## 関連人物
- 大平純彦